# جمهورية ريو غراندي
كانت جمهورية ريو غراندي (بالإسبانية: República del Río Grande) دولة مستقلة سعى المتمردون الذين كانوا يقاتلون ضد جمهورية المكسيك المركزية إلى تأسيسها في شمال المكسيك. كانت جمهورية ريو غراندي واحدة من سلسلات حركات الاستقلال في المكسيك في ظل الحكومة الوحدوية التي سيطر عليها سانتا آنا، شملت حركات الاستقلال جمهورية تكساس وجمهورية زاكاتيكاس وجمهورية يوكاتان. استمر التمرد من 17 يناير إلى 6 نوفمبر 1840.

## خلفية تاريخية
بعد عقد من الصراع، حصلت المكسيك على استقلالها عن مملكة إسبانيا في عام 1821. بعد محاولة فاشلة لتأسيس ملكية، اعتمدت المكسيك دستورًا جديدًا، وهو دستور عام 1824. أنشأ هذا الدستور الجديد ما يُعرف باسم لوس إستادوس أونيدوس مكسيكانوس، أو «الولايات المكسيكية المتحدة»، باعتبارها جمهورية فيدرالية. خلال حرب الاستقلال، انساق العديد من المتمردين نحو مدن كواويلا ونويفو ليون، حيث حازت هذه العقلية الثورية على قلوب وعقول الناس.
في عام 1833، انتُخب الجنرال أنطونيو لوبيز دي سانتا آنا لولايته الأولى رئيسًا وكان، في وقت انتخابه، يدعم الجمهورية الفيدرالية. ومع ذلك، بعد أن أغضب بعض أعضاء الحكومة حلفاء سانتا آنا السياسيين، قرر سانتا آنا إنشاء حكومة مركزية. علّق سانتا آنا الدستور وحلّ الكونغرس وجعل نفسه مركز السلطة في المكسيك. تحولت الولايات إلى إدارات لا تتمتع باستقلالية سياسية أو مالية عن طريق استبدال الحكام المنتخبين بأعضاء معينين واستبدال مجالس الولايات بالديكتاتوريات العسكرية بموجب سياسات سانتا آنا. فزعًا من هذه السياسات وتصورًا بأن الحكومة لم تصغ لشكاوى ومحنة القرويين في الشمال، هدف قادة الجمهورية إلى طرد المسؤولين المركزيين الذين عينتهم الحكومة واستعادة دستور عام 1824. في 3 نوفمبر 1838، أطلق أحد قادة الجمهورية، وهو أنطونيو كاناليس روسيلو، تمردًا عسكريًا ضد الحكومة وفي صالح الفيدرالية.

### المقاومة
في يناير 1839، نظم أنطونيو كاناليس مؤتمرًا في مكتب قاضي الصلح في لاريدو حيث جرت الموافقة على دستور عام 1824 بالإجماع. بدأ كاناليس على الفور في بناء جيش وجاب الريف بحثًا عن المجندين، وكان من بين هؤلاء المجندين العقيدان من تكساس روبن روس وصمويل جوردان. بنيّة استخدام ممتلكات الكنيسة والأديرة للدفع للمتطوعين، في عامي 1839 و1840، تمكن كاناليس من السفر بحرّية على جانبي نهر ريو غراندي ونجح في تجنيد جيش صغير من كل من سكان تيغانو ورعاة الفاكيروس المكسيكيين وهنود كادو، بالإضافة إلى تلقي المساعدة من فيلق تكساس الاحتياطي. في 3 أكتوبر، سار كاناليس وجيشه إلى بلدة مير، حيث واجهوا الجيش المكسيكي. خلال المعركة، كُلّف العقيدان روبن روس وصمويل جوردان بتولي أمر قوات الحكومة المركزية وحاصروهم في إحدى الهاسيندات، حيث أجبر الجيش المكسيكي على الاستسلام. انشق ثلاثمائة وخمسين جنديًا من قوات الحكومة المركزية وأُسروا وجُندوا في جيش كاناليس. بعد المعركة، كان يُنظر إلى كاناليس على أنه بطل في جميع أنحاء شمال المكسيك وبدأت العديد من المدن في دعم قضيته. في غضون أيام قليلة، أُرسل المجندين والإمدادات والمال إليه.

## الهزيمة
بعد الهزيمة في سالتيلو، دخل الجنرال كاناليس سرًا في مفاوضات مع الجنرال أريستا وفي 6 نوفمبر 1840، استسلم أنطونيو كاناليس في كامارغو. سرعان ما قَبِل كاناليس منصب ضابط في جيش سانتا آنا. كان أحد أجزاء شروط الاستسلام عدم إلحاق أي ضرر بممتلكات أو سلامة الأعضاء السابقين في الجمهورية. تحمّل كاناليس ديون الجمهورية أيضًا. بعد أيام قليلة من استسلام كاناليس، دخل الرئيس كارديناس ومسؤولون آخرون لاريدو لإعلان الاستسلام رسميًا.

## علم الجمهورية
يحتوي علم جمهورية ريو غراندي على عرض راية أحمر اللون مع ثلاثة نجوم بيضاء مطبوعة بالتساوي على طول عرض الراية. تمثل النجوم الثلاثة الولايات الثلاث التي انفصلت، وهي: كواهويلا ونويفو ليون وتاماوليباس. ينقسم الرفرف إلى رفرف أبيض ورفرف أسود سفلي.